# Вівсянка саванова
Вівсянка саванова (Passerculus sandwichensis) — вид горобцеподібних птахів роду саванова вівсянка (Passerculus) родини Passerellidae. Його раніше відносили до родини вівсянкових (Emberizidae).

## Поширення
Вид поширений в Північній Америці. Гніздиться на Алясці, в Канаді, на півночі, центрі та заході США, в Мексиці та Гватемалі. З північних регіонів на зимівлю перелітає на південь США, в Центральну Америку та Антильські острови.

## Опис
Птах завдовжки 11-17 см, розмахом крил 18-25 см та вагою 15-29 г. Забарвлення верхньої частини тіла темно-коричневе з чорними та білими смугами. Черево та груди білі з поздовжними коричневими цяпками. Над оком лежить біла надбрівна смуга, з жовтою барвою від основи дзьоба, іноді жовте пір'я охоплює зверху все око.

## Спосіб життя
Птах поширений у преріях, низькорослих луках, полях, відкритих лісах та рідколіссях. Трапляється парами або невеликими сімейними групами, під час сезонних міграцій збирається у великі зграї. Живиться насінням, у сезон розмноження також їсть комах. У будівництві гнізда, насиджувані і годуванні пташенят беруть участь самець і самка. Гніздо розміщується на землі. У кладці 3-6 яєць. За літо переважно буває дві кладки: в червні і в липні. Насиджування триває 12 днів. Пташенята залишаються в гнізді до 14 днів.